# Imagen remanente

Si un espectador mira esta imagen durante 5 a 60 segundos y luego mira un objeto blanco, aparecerá una imagen secundaria negativa (en este caso, cian sobre magenta). Esto también se puede lograr si el espectador cierra los ojos e inclina la cabeza hacia arriba.

Una imagen residual o imagen remanente es una imagen que continúa apareciendo en los ojos después de un período de exposición a la imagen original. Una imagen residual puede ser un fenómeno normal (imagen secundaria fisiológica) o puede ser patológica (palinopsia). La palinopsia ilusoria puede ser una exageración patológica de las imágenes residuales fisiológicas. Las imágenes residuales se producen porque la actividad fotoquímica en la retina continúa incluso cuando los ojos ya no experimentan el estímulo original.
Una imagen residual fisiológica común es el área oscura que parece flotar ante los ojos después de mirar brevemente una fuente de luz, como el flash de una cámara. La palinopsia es un síntoma común de nieve visual.

## Imágenes residuales negativas
Las imágenes residuales negativas se producen cuando los fotorreceptores del ojo, principalmente conocidos como bastones y conos, se adaptan a la sobreestimulación y pierden sensibilidad. La evidencia más reciente sugiere que también existe una contribución cortical. Normalmente, la imagen sobreestimulante se mueve a un área fresca de la retina con pequeños movimientos oculares conocidos como microsacadas. Sin embargo, si la imagen es grande o el ojo permanece demasiado estable, estos pequeños movimientos no son suficientes para mantener la imagen en constante movimiento hacia partes frescas de la retina.
Los fotorreceptores que están constantemente expuestos al mismo estímulo finalmente agotarán su suministro de fotopigmento, lo que resulta en una disminución de la señal al cerebro. Este fenómeno se puede ver cuando se pasa de un entorno brillante a uno oscuro, como caminar en interiores en un día brillante y nevado. Estos efectos van acompañados de adaptaciones neuronales en el lóbulo occipital del cerebro que funcionan de manera similar a los ajustes de balance de color en la fotografía. Estas adaptaciones intentan mantener la visión constante en iluminación dinámica. Ver un fondo uniforme mientras se están produciendo estas adaptaciones permitirá a un individuo ver la imagen residual porque el cerebro todavía está procesando áreas de visión localizadas mediante adaptaciones que ya no son necesarias.
La teoría tricromática de Young-Helmholtz de la visión del color postulaba que había tres tipos de fotorreceptores en el ojo, cada uno sensible a un rango particular de luz visible: conos de longitud de onda corta, conos de longitud de onda media y conos de longitud de onda larga. La teoría tricromática, sin embargo, no puede explicar todos los fenómenos de imágenes residuales. Específicamente, las imágenes residuales son el tono complementario del estímulo de adaptación, y la teoría tricromática no tiene en cuenta este hecho.
El fracaso de la teoría tricromática para dar cuenta de las imágenes residuales indica la necesidad de una teoría del proceso oponente como la articulada por Ewald Hering (1878) y desarrollada por Hurvich y Jameson (1957). La teoría del proceso oponente establece que el sistema visual humano interpreta la información del color procesando señales de conos y bastones de manera antagónica. La teoría del color del oponente sugiere que hay tres canales oponentes: rojo contra verde, azul contra amarillo y negro contra blanco. Las respuestas a un color de un canal oponente son antagónicas a las del otro color. Por lo tanto, una imagen verde producirá una imagen remanente magenta. El color verde fatiga a los fotorreceptores verdes, por lo que producen una señal más débil. Cualquier cosa que resulte en menos verde, se interpreta como su color primario emparejado, que es magenta, es decir, una mezcla igual de rojo y azul.[cita requerida]

## Imágenes residuales positivas
Las imágenes residuales positivas, por el contrario, aparecen del mismo color que la imagen original. Suelen ser muy breves y duran menos de medio segundo. La causa de las imágenes residuales positivas no se conoce bien, pero posiblemente refleja la actividad persistente en el cerebro cuando las células fotorreceptoras de la retina continúan enviando impulsos neurales al lóbulo occipital.
Un estímulo que provoca una imagen positiva generalmente desencadenará una imagen residual negativa rápidamente a través del proceso de adaptación. Para experimentar este fenómeno, se puede mirar una fuente de luz brillante y luego apartar la mirada hacia un área oscura, como cerrando los ojos. Al principio, debería ver una imagen secundaria positiva que se desvanece, probablemente seguida de una imagen secundaria negativa que puede durar mucho más tiempo. También es posible ver imágenes residuales de objetos aleatorios que no son brillantes, solo que estos duran una fracción de segundo y pasan desapercibidos para la mayoría de las personas.[cita requerida]

## En forma vacía
Una imagen residual en general es una ilusión óptica que se refiere a una imagen que sigue apareciendo después de que la exposición a la imagen original haya cesado. La visión prolongada de la mancha de color induce una imagen residual del color complementario (por ejemplo, el color amarillo induce una imagen residual azulada). El efecto de "imagen residual en forma vacía" está relacionado con una clase de efectos denominados efecto contraste.
En este efecto, se presenta una forma vacía (blanca) sobre un fondo de color durante varios segundos. Cuando el color de fondo desaparece (se vuelve blanco), dentro de la forma se percibe un color ilusorio similar al del fondo original .[cita requerida] El mecanismo del efecto aún no está claro y puede ser producido por uno o dos de los siguientes mecanismos:
- Durante la presentación de la forma vacía sobre un fondo de color, el fondo de color induce un color complementario ilusorio ("color inducido") dentro de la forma vacía. Después de la desaparición del fondo coloreado, puede aparecer una imagen secundaria del "color inducido" dentro de la "forma vacía". Por tanto, el color esperado de la forma será color complementario del "color inducido" y, por tanto, similar al color del fondo original.
- Después de la desaparición del fondo coloreado, se induce una imagen secundaria del fondo. Este color inducido tiene un color complementario al del fondo original. Es posible que esta imagen residual de fondo induzca un contraste simultáneo en la "forma vacía". El contraste simultáneo es un fenómeno psicofísico del cambio en la apariencia de un color (o un estímulo acromático) causado por la presencia de un color medio circundante (o luminancia).

## Galería

La bandera de Estados Unidos invertida
La bandera de Italia invertida